# Подпись неразборчива
«Подпись неразборчива» — советский сатирический рисованный мультипликационный фильм 1954 года для взрослых.
Типажи — Бориса Ефимова.

## Сюжет
Бюрократ Крот, директор инкубатора, принимает на работу нового сотрудника Крысу, предъявившего характеристику с прежнего места работы с неразборчивой подписью. Однако Крота это не шибко волнует.
Освоившись на новом месте, Крыса вскоре начинает выедать яйца, пользуясь невнимательностью сторожа. Созванное по этому поводу заседание проходит под диктовку вора, и сотрудники начинают обсуждать различные посторонние вопросы, так ничего и не решив.
С подачи Крысы Крот наказывает сторожа, но честные сотрудники инкубатора устраивают засаду. Крыса, пойманный с поличным, пытается бежать, но после долгой погони его всё-таки задерживают. Начинается разбирательство, чья же подпись стоит под характеристикой. По его итогам Крот смещён с должности. Кто занял его место, остаётся неизвестным...

## Создатели
| Сценарий                  | Леонид Ленч |
| Режиссёр-постановщик      | Александр Иванов |
| Режиссёр                  | Лев Позднеев |
| Художники-постановщики    | Игорь Знаменский, Валентин Лалаянц |
| Художники-мультипликаторы | Фаина Епифанова, Елизавета Комова, Лидия Резцова, Татьяна Фёдорова, Владимир Пекарь, Дмитрий Белов, Роман Давыдов, Кирилл Малянтович, Борис Степанцев, Сергей Степанов |
| Художники-декораторы      | Галина Невзорова, Пётр Коробаев, Ирина Троянова, Вера Валерианова, И. Прокофьева, Ольга Геммерлинг                                                                     |
| Типажи                    | Бор. Ефимова |
| Композитор                | Никита Богословский |
| Оператор                  | Николай Воинов |
| Звукооператор             | Николай Прилуцкий |
| Ассистент режиссёра       | Ф. Гольдштейн |
| Ассистент по монтажу      | Валентина Иванова |

- Создатели приведены по титрам мультфильма.

## Роли озвучивали
| Актёр            | Роль                            |
| ---------------- | ------------------------------- |
| Сергей Мартинсон | Крыса                           |
| Юрий Хржановский | Ёж                              |
| Владимир Володин | Крот                            |
| Георгий Милляр   | Трезор Трезорыч, сторожевой пёс |

## Видео
В 1990-е годы мультфильм выпускался на видеокассетах в сборниках мультфильмов Studio PRO Video.

## О мультфильме
Фильмы Александра Иванова отличаются остроумной наблюдательностью, динамичностью, политической остротой. Среди лучших: «Лиса и дрозд», «В лесной чаще», «Подпись неразборчива», «Чудесница».— КИНО: Энциклопедический словарь, М. Советская энциклопедия, 1987, с.147